# Ca' Dario

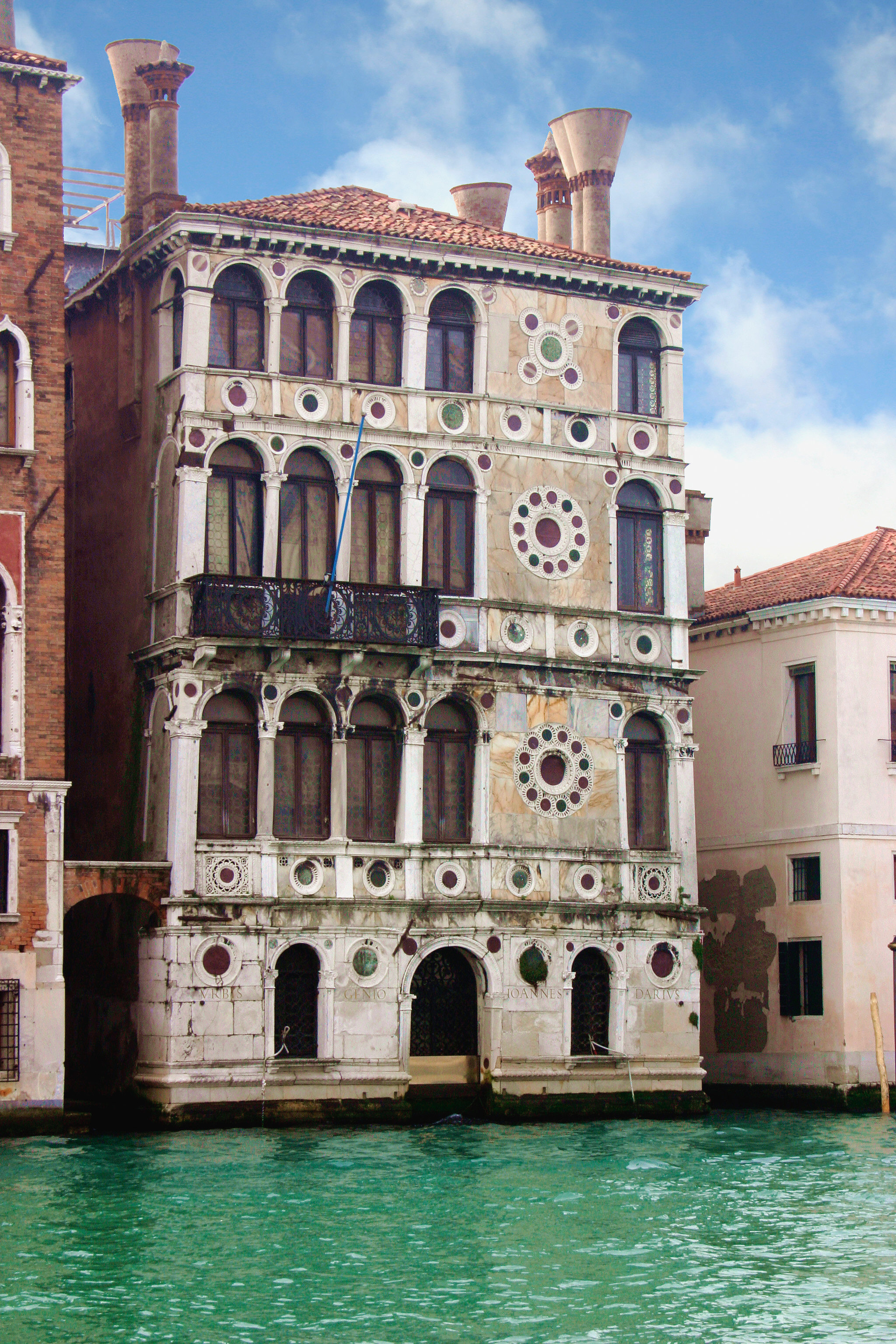
Ca'Dario

Het Ca' Dario is een palazzo in de wijk Dorsoduro in Venetië aan het Canal Grande.

## Geschiedenis
Het paleis werd rond 1487 gebouwd voor Giovanni Dario. Het werd ontworpen door Pietro Lombardo. Lombardo stamde uit een Lombardische architectenfamilie, die na haar verhuizing naar Venetië de belangstelling voor met marmer beklede gevels deed groeien. De marmeren gevels, die zeer kostbaar zijn, waren een teken van rijkdom. De gevel van Ca' Dario vertoont renaissancistische kenmerken.

## Trivia
- In 1908 is het paleis geschilderd door de beroemde schilder Claude Monet tijdens zijn verblijf in Venetië.
- De Amerikaanse schrijver Henry James vergeleek het stadspaleis met een kaartenhuis dat elk moment in kon storten, vanwege de scheefstaande zuiltjes.[1]